# ミリノケット (T-EPF-3)
ミリノケット（USNS Millinocket, JHSV-3/T-EPF-3）は、アメリカ海軍の遠征高速輸送艦。スピアヘッド級遠征高速輸送艦の3番艦。艦名はメイン州の町であるミリノケットにちなむ。

## 艦歴
アメリカ陸軍とアメリカ海軍が共同調達する統合高速輸送艦（英: Joint High-Speed Vessels、略称：JHSV）の3番艦フォーティテュード（英: Fortitude）と命名され、2011年にアメリカ陸軍からアメリカ海軍へ移管された。なお、2012年5月30日には艦名がミリノケットに改名されている。
ミリノケットは2012年5月3日にアラバマ州モービルのオースタル USAで起工、2013年6月5日に進水式が行われ、12月に海上公試を終え、2014年3月21日に就役し軍事海上輸送司令部に配備された。
2015年9月に艦種記号が「EPF」（英: Expeditionary Fast Transport、遠征遠征高速輸送艦）に改称され、T-EPF-3となっている。